# Thétis (1722)
Pour les autres navires du même nom, voir Thétis (navire).
La Thétis est une frégate de 26 canons construite au Havre et lancée le 23 novembre 1722. Elle est construite par Jacques Poirier, Maître charpentier entretenu puis maître constructeur à Rochefort , Dunkerque , puis Le Havre (1720),,.
Elle est affectée aux Antilles pour combattre la piraterie.  Après deux campagnes, la Thétis rentre à Toulon en 1729. Trop endommagée elle est démolie  le 29 novembre 1729.
Les bois employés pour sa construction  proviennent forêt royale de Cerisy. Entre 1718 et 1719, 3 738 chênes y sont abattus, dans le Bois l’Abbé. D’abord destinés à l’arsenal de Brest, ils sont finalement envoyés au Havre, aussi pour la construction de  la Méduse de 16 canons.